# Zoids: Chaotic Century
-ZOIDS- (ゾイド Zoido?) es una serie de anime de televisión de 1999 basado en la franquicia de juguetes ZOIDS, creado por TOMY. Está ligeramente adaptado de la serie de manga Kiiju Shinseiki Zoido, creado por Michiro Ueyama y publicada en Coro Coro Comic.
Fue producido por el estudio XEBEC. Es la primera de un total de cuatro series, aunque fue la segunda en ser doblada internacionalmente, luego de Zoids: New Century Zero. 
Tiene un total de 67 episodios de media hora, aunque la versión occidental se divide en dos partes, Zoids: Chaotic Century de 34 episodios y Zoids: Guardian Force de 33 episodios. 

## Argumento
La historia se inicia en el planeta Zi, un planeta habitado por grandes compañeros mecánicos conocidos como "zoids" que han sido modificados por los humanos para ser utilizados como armas de guerra.
En este planeta, dos naciones que antiguamente se encontraban enemistadas, la República de Helic y el Imperio de Guylos, se encuentran a comienzos de una nueva guerra, luego de ser descubierta una antigua tecnología que puede favorecer a ambos ejércitos.
En ese momento, un joven aventurero llamado Van Freiheit, que sueña con ser piloto de zoids, encuentra en unas antiguas ruinas un organoide a quien llama Zeek, el que luego reaviva a Shield Liger, un zoid de combate que Van conducirá para luchar. Más tarde, en las mismas ruinas encuentra a una niña, a quien llama Fine. Debido a que ella ha perdido su memoria, los tres parten de viaje en búsqueda de su pasado. Durante su camino conocen a dos importantes compañeros y amigos, Moonbay, una transportista de cargas e Irvine, un cazarrecompensas.
Mientras tanto, Proitzen, el general en jefe del ejército imperial, quiere comenzar una nueva guerra que acabe con la nación republicana. Primero intenta asesinar a Rudolph, el legítimo sucesor de la corona de Guylos, transformándose luego en el regente del imperio.
Van y sus compañeros se involucran en esta guerra y detienen la ambición de Proitzen. Luego ambas naciones hacen las paces.
Dos años más tarde, Van, quien ya se encuentra convertido en un destacado piloto zoid, y Fine pasan a formar parte de la Fuerza Guardián, un equipo encargado de mantener la paz, y que está conformado por miembros tanto por la nación republicana como la imperial. Dentro de este grupo conocen a un nuevo compañero, Thomas Schwarz, un experto en computadoras que lucha utilizando su Dibison.
La Fuerza Guardián se formó debido a que extraños atentados comienzan a ocurrir en ambas naciones. El principal sospechoso es un hombre llamado Hiltz, quien luego de varios ataques contra las naciones, logra apoderarse del Death Saurer y poner en peligro la humanidad, pero Van y sus aliados se encargan de detenerlo.

## Zoids
Los Zoids más vistos a lo largo de la serie son el Shield Liger (Posteriormente su evolución Blade Liger) de Van, el Command Wolf de Irvine y el Gustav de Moonbay. El ejército de la República de Helic normalmente utiliza Godos, Pteras y Command Wolfs, Storm Sworder, Storm Sworder modo S. Mientras que el Imperio de Guylos utiliza Molgas, Red Horns, Dark Horn y Rev Rapters, Saber Tiger, Iron Kong, Redler, o el Black Redler, Hell Cat.

### Organoides
Los organoides son tipos raros de Zoids, que fueron diseñados en la antigüedad por los zoidianos, para acompañar a los niños zoidianos que fueron encerrados en cápsulas criogénicas. Estos tienen la capacidad de aumentar las capacidades de los zoids con los cuales se fusionan. En la serie aparecen cuatro: Zeke, Shadow, Ambient y Specular.
También aparece un organoide artificial (I.A) utilizado por Thomas al cual llama "Beek"

## Personajes principales

### Protagonistas
Van Freiheit (バン・フライハイト, Van Furaihaito?)
 Seiyū: Daisuke Kishio
Conocido también como Ban Flyheight por la versión estadounidense, es el protagonista de la serie. Al principio es un chico que desea ser un piloto zoid como su padre. En unas ruinas cercanas a su pueblo, encuentra a Sieg un organoide plateado, así como a Fine, quien en ese momento dormía en la cápsula contigua a la de Sieg, e inicia sus aventuras. Inicialmente pilota un Shield Liger, pero avanzada la historia este queda dañado irreparablemente por el Geno Saurer de Raven, hasta que Fine y Sieg lo resucitan, ahora como Blade Liger, más poderoso. Más adelante se une a la Fuerza Guardián, y se transforma en un piloto experto. Durante la batalla final, trabaja en conjunto con Raven, sus amigos y el poderío de ambas naciones, logrando así la victoria.
Fine Eleceene Lyney (フィーネ・エリシーヌ・リネ, Fīne Erushīnu Rine?)
 Seiyū: Makiko Ōmoto
Es una chica perteneciente a una raza casi extinta en el planeta Zi, conocida como Zoidianos. No recuerda su pasado, sin embargo, su primer recuerdo surge cuando lee el pilar de unas antiguas ruinas, el "Zoid Eve", a quien luego comenzarán a buscar. Más tarde ella logra recordar su pasado cuando trata de revivir a Shield Liger al ingresar en el interior de Sieg, pero calla para cuidar de sus compañeros.
Dos años después, comienza a trabajar como ayudante del Doctor D, un destacado científico. Por accidente vuelve a reunirse con Van, y junto a él se une a la Fuerza Guardián. Al final de la serie es convocada por Proitzen, para que, usando sus conocimientos de zoidiana, abra la puerta que conduce al Death Saurer y al Zoid Eve. Al llegar a este punto tiene en sus manos el poder para detener al Zoid Eve, con ello al Death Saurer, pero Van la detiene prometiéndole que detendrá a este zoid para que de este modo la raza humana no corra el mismo destino que la antigua raza zoidiana. Fine siente mucho afecto por Van incluso lo besó en el capítulo 33 de chaotic century.
Zeke (ジーク, Shīku?)
 Seiyū: Takuma Suzuki
Conocido también como Zeke por la versión estadounidense, es el compañero de batallas de Van. Él es un organoide, un sistema desarrollado por los antiguos zoidianos que tiene la capacidad de aumentar la potencia de los zoids con los que se fusiona.
Moonbay (ムンベイ, Munbei?)
 Seiyū: Kumiko Watanabe
Una transportista de cargas, que "contrata" a Van y Fine como guardaespaldas después de que dañen su carga. Su zoid es un Gustav. Ella adora el dinero, y es gracias a eso que, junto a sus compañeros, firma un contrato para trabajar dentro del ejército republicano, lo que los termina involucrando en la guerra, y luego, conociendo a importantes figuras militares.
Más adelante se convierte en piloto principal para el Ultrasaurus, un gigantesco zoid utilizado como arma final de los ejércitos Republicano e Imperial.
Irvine (アーバイン, Ābainu?)
 Seiyū: Keiji Fujiwara
Es un cazarrecompensas. En un principio quiere robar el organoide de Van para utilizarlo en batalla, aunque más adelante se alía con este. Su zoid es un Command Wolf. Ayuda en varias ocasiones a Ban a derrotar a los enemigos. Dos años más tarde, luego de un enfrentamiento con Raven, su zoids es gravemente dañado, y su memoria de combate se trasplanta a un nuevo zoid, el Lightning Saix. Además, se alía en varias ocasiones a la Fuerza Guardián, aún sin pertenecer a esta.
Thomas Richard Schwarz (トーマ・リヒャルト・シュバルツ, Tōma Rihyaruto Shubarutsu?)
 Seiyū: Kentarō Itō
Es un miembro del Ejército Imperial de Guylos, asignado a la Fuerza Guardián. Aparece solo desde la segunda temporada. Él es el hermano más joven del Coronel Karl Schwarz, y aunque no es tan reconocido como su hermano en el combate, es un experto en computadoras. Su zoids es un Dibison, al que tiene integrado un sistema de computadora llamado Beek, que le permite aumentar la eficiencia de su zoid, similar a los organoides. Siente además una atracción por Fine, por lo que compite con Van para ganar su afecto, aunque no es correspondido.

### Antagonistas
Raven (レイヴン, Reivun?)
 Seiyū: Mitsuki Saiga
Es uno de los antagonistas, y rival de Van. Luego de que sus padres fueran asesinados, pasa a ser cuidado y entrenado por Proitzen. Es conocido por ser uno de los pilotos zoid más fuertes de su época.
Posee un organoide llamado Shadow. En una ocasión, tras ser derrotado por Van, cae en frustración, perdiendo la conciencia. Dos años más tarde, se recupera y vuelve a convertirse en un poderoso enemigo, conduciendo al Geno Breaker. Luego de que su organoide fuera herido de muerte, recapacita y comienza a ayudar a Van en la lucha contra Hiltz.
Gunther Proitzen (ギュンター・プロイツェン, Gyuntā Puroitsen?)
 Seiyū: Hōchū Ōtsuka
Es el general en jefe, y más tarde, regente del imperio de Guylos. Su objetivo es gobernar utilizando el poder del Death Saurer. Es derrotado más tarde por Van y sus aliados.
Luego de dos años más tarde, y haciéndose llamar "Dark Kaizer", se asocia con Hiltz y Lise, para planear una nueva lucha que libere al Death Saurer original, y así dominar al planeta Zi.
Hiltz (ヒルツ, Hirutsu?)
 Seiyū: Takahiro Sakurai
Un antiguo zoidiano, que busca tomar el planeta Zi y restaurar la civilización zoidiana, a través de la destrucción de la humanidad, junto con el poder del Death Saurer. Aparece durante la segunda temporada, siendo el objetivo principal de la Fuerza Guardián. Tiene un organoide rojo llamado Ambient. Su zoids es el Death Stinger, que utiliza para a difundir el miedo en el planeta Zi. Más tarde se fusiona con el Death Saurer.
Lise (リーゼ, Rīze?)
 Seiyū: Noriko Hidaka
Es una antigua zoidiana, aliada de Hiltz. Usa sus poderes mentales para influir en los humanos y los zoids. Su visión oscura de la humanidad se debe a que mientras era niña, su amigo Nico muere tras ser atacado por el ejército republicano. Al final de la serie, se aleja de Hiltz, y se une a Raven, por quien además siente una atracción.

## Primera Temporada (Chaotic Century)
1. "El joven del Planeta Zi"
2. "La misteriosa y linda joven Fine"
3. "Memoria"
4. "Los 2 guardaespaldas"
5. "Sleeper"
6. "¡Vuela Zeke!"
7. "La batalla del Río Rojo"
8. "El camino hacia la República"
9. "El valle del espíritu maligno"
10. "La montaña donde los sueños se hacen realidad"
11. "En las nieblas de Iselina"
12. "El organoide negro"
13. "Feroz combate en Fuerte Cronos"
14. "¡Despierta Zeke!"
15. "¡Huye ZG!"
16. "La ciudad de Nueva Helic"
17. "La noche más larga de la nación republicana"
18. "Ataque y defensa de la capital"
19. "La conspiración de Proitzen"
20. "El monstruo que resucita"
21. "Cañón de partículas eléctricas"
22. "¿¡La muerte del compañero!?"
23. "El anillo del emperador"
24. "Una voz del más allá"
25. "El nuevo Liger"
26. "La memoria de Zi"
27. "El hombre que Van salvó"
28. "¡Deprisa Comando Wolf!"
29. "El héroe del cielo"
30. "El vals de Moonbay"
31. "Los tres caballeros"
32. "El demonio de la destrucción"
33. "Confrontación fatal"
34. "La capital arde en llamas"

## Segunda Temporada (Guardian Force)
1. "Misión altamente secreta"
2. "Sniper"
3. "El demonio azul"
4. "El bisonte de acero"
5. "Enemigo invisible"
6. "Cazadores de zoids"
7. "El laberinto del demonio"
8. "Raven"
9. "El día de descanso del emperador"
10. "Violento combate con el monstruo"
11. "Alas Negras"
12. "El demonio del fondo del mar"
13. "La reencarnación del monstruo"
14. "El relámpago negro"
15. "El lejano cielo estrellado"
16. "Emboscada"
17. "El joven de las ruinas"
18. "El poder de Van"
19. "Phantom, el asesino"
20. "Archivo G"
21. "Duelo en la velocidad del sonido"
22. "Kerberos"
23. "Pesadilla"
24. "Interceptar"
25. "Destrucción de la capital"
26. "La fortaleza"
27. "El gran combate naval con el gigante dragón"
28. "Cañón gravitacional"
29. "El gran combate final"
30. "Memorias del pasado"
31. "Zoid Eve"
32. "El momento de la extinción"
33. "El regreso hacia el futuro"

## Temas musicales
Opening
•	Wild Flowers por Ramar
Ending
•	Song for... por Dkk
•	Chase por Develop=Frame
•	Into Yourself por Transtic Nerve
•	Your Song por Earth
Nota: En la versión doblada para Latinoamérica realizada por el estudio chileno "DINT Doblajes Internacionales", la canción Wild Flowers es interpretada por Tom Urrejola Díaz y se utiliza tanto de opening como de ending, ya que fue el único tema musical disponible para doblarse, mientras los endings fueron descartados.